# Cry Baby Cry (Santana)
Cry Baby Cry is een lied en de derde Amerikaanse single en de tweede internationale single van Santana's album All That I Am, met zanger Sean Paul en soulzanger Joss Stone. Het was ook de vierde internationale single van Sean Pauls derde studioalbum, The Trinity (uit 2005). Het verscheen niet op de eerste uitgave van het album, alleen op de heruitgave in 2006, waarbij een bonus-cd met dit lied geleverd was. Het lied staat op geen enkel van Stones albums.
De single werd in het Verenigd Koninkrijk uitgebracht op 8 mei 2006 en was de grootste hit van Santana's album, hoewel hij niet verder kwam dan de 71ste plaats in de UK Singles Chart. De single stond daar ook maar één week in. Toch was de single een grotere hit dan Just Feel Better, die helemaal niet in de hitlijst terechtkwam. Het was de kleinste hit van Sean Pauls album en de eerste die niet in de top 40 stond in het Verenigd Koninkrijk. Het was ook de eerste single voor Joss Stone die niet in de top 40 kwam.

## Videoclip
In de video, die geregisseerd werd door Chris Robinson, zingt Sean Paul terwijl een aantal vrouwen aan het huilen is. Joss Stone is zelf niet in de video te zien.

## Speellijst
1. Cry Baby Cry (albumversie) (Santana met Sean Paul en Joss Stone) – 3:53
2. Con Santana (albumversie) (Santana met Ismaïla en Sixu Toure oftewel Toure Kunda) – 3:20
3. Cry Baby Cry (mix) (Santana met Sean Paul en Joss Stone) – 3:51
4. Cry Baby Cry (video)

## Hitlijsten
| Hitlijsten (2006)                | Hoogste positie |
| -------------------------------- | --------------- |
| Eurochart Hot 100 Singles        | 116             |
| Duitse hitlijst voor singles     | 47              |
| Italiaanse hitlijst voor singles | 19              |
| Japan J-Wave Tokio Hot 100       | 72              |
| Zwitserse hitlijst voor singles  | 29              |
| Britse hitlijst voor singles     | 71              |